# Arlindo Lopes
Arlindo Lopes (Rio de Janeiro, 7 de março de 1979) é um ator brasileiro. Ganhou notoriedade com o personagem Cezinha da novela Da Cor do Pecado, em 2004.

## Biografia
Fez escola de teatro na CAL - Casa de Arte das Laranjeiras. A estréia profissional nos palcos foi em 1999, na montagem de Um Homem Chamado Shakespeare, com direção da crítica de teatro Bárbara Heliodora. Participou de montagens marcantes como Laranja Mecânica, Trainspotting peça vencedora do Prêmio Shell de Melhor Direção, Alice através do Espelho, Marat-Sade, o musical de grande sucesso Cauby! Cauby! sobre a vida de Cauby Peixoto, ao lado de Diogo Vilela e O Jardim Secreto (baseada em The Secret Garden, de Frances Hodgson Burnett), pelo qual concorreu ao Prêmio Zilka Sallaberry de Teatro Infantil na categoria de Melhor Ator.
Sua estréia na televisão foi num episódio do programa Brava Gente e, em telenovelas, foi em Sabor da Paixão, depois vieram Da Cor do Pecado de João Emanuel Carneiro, onde formou um dupla cômica com Matheus Nachtergaele, Geração Brasil, A Lei do Amor e em 2018 e 2019 Malhação – Vidas Brasileiras. Esteve nos seriados A Grande Família, A Diarista, Do Amor, Adorável Psicose, Faça a Sua História e Louco Por Elas. Também participou da minissérie Amazônia, de Galvez a Chico Mendes  e do Telefilme Nascemos para Cantar - Chitãozinho e Xororó com direção de André Ristume exibido na Record, onde interpretava o cantor Chitãozinho na década de 70/80. 
Em cinema, participou do longa-metragem Cazuza - O Tempo não Pára com direção de Sandra Werneck e Walter Carvalho, como o baixista Dé Palmeira (o caçula dos "Barões") e também participou Em 2017 Berenice Procura de Allan Fitterman; em 2018 A Voz do Silêncio de André Ristum que protagoniza ao lado de Marieta Severo e foi vencedor de dois Kikitos no Festival de Gramado, Melhor Direção e Montagem; o filme português Alguém Como Eu de Leonel Vieira e a participação em O Beijo no Asfalto que marca a estreia de Murilo Benício como diretor. 
Em 2007, estreou o espetáculo Ensina-Me a Viver de Colin Higgins ao lado da atriz Glória Menezes e com direção de João Falcão. A peça é uma adaptação do longa-metragem de 1971 Harold and Maude de Hal Ashby. Nesta versão teatral Arlindo e Glória viveram a improvável história de amor entre Harold - um jovem de 19 anos - e Maude - uma senhora de 79 anos-. O espetáculo chegou ao fim em 2015, completando 6 anos em cartaz; um sucesso de público que arrebanhou mais de 850 mil espectadores pelas 45 cidades em que passou.
O ator foi também um dos produtores do espetáculo. Para tornar a montagem possível, Arlindo comprou os direitos da peça por duas vezes e captou recursos durante 4 anos. Neste tempo, soube que Glória Menezes também guardava a vontade de fazer a personagem e, assim, estava dado o pontapé inicial para o "emocionante espetáculo" assim descrito pela crítica e que foi sucesso de bilheteria. A peça recebeu o Prêmio APTR de Melhor Produção 2008 e venceu as categorias do Prêmio Arte Qualidade Brasil de Melhor Espetáculo Drama, Melhor Ator Drama, Melhor Atriz Drama e Melhor Diretor. A trajetória da peça virou ainda um livro e um documentário. 
Em 2013, a Editora Record, reconhecendo a importância da montagem resolveu imortalizá-la com o casal de protagonistas ilustrando a capa no relançamento do romance de Colin Higgins na edição de bolso. Arlindo e Glória voltaram a se encontrar na TV, agora eles seriam Vitório e Violeta. Foi a forma que o diretor do espetáculo João Falcão e também autor do seriado Louco por Elas encontrou para trazer de volta em uma releitura, o casal que desafia as barreiras da diferença de idade para viver um relacionamento amoroso.
A Ver Estrelas, texto e direção de João Falcão, foi o segundo espetáculo produzido por Arlindo em conjunto com Fernanda de Freitas. A peça venceu o Prêmio Zilka Salaberry de Melhor Direção em 2009, além de ter recebido outras quatro indicações.
Em 2015, fez a sua estreia como diretor e adaptador no musical infantil As Aventuras do Menino Iogue. O espetáculo venceu 11 Prêmios CBTIJ de Teatro para Crianças e Jovens e 3 Botequim Cultural.
Realizou em 2019 mais uma produção, além de assinar sua segunda direção no teatro com o musical infantil Ombela – A Origem das Chuvas inspirado no livro do autor angolano Ondjaki. A peça venceu 9 categorias no Prêmio CBTJI de Teatro para Crianças e Jovens. Ainda nesse ano, a convite do curador Ricardo Resende participou da exposição Leonilson: Arquivo e Memória Vivos com a performance As Palavras, são Tantas as Verdades onde interpretava o artista plástico cearense José Leonilson. 
Transformou em meio a pandemia de Covid-19, em 2020, a performance em monólogo, no formato híbrido, Leonilson, Todos Os Rios Levam a Sua Boca e dirigiu o documentário Escolhas - Um DocMúsica com a cantora e atriz Lu Fogaça.
Em 2021 realizou a versão híbrida do texto teatral de O Coração Normal (The Normal Heart) premiadíssimo texto do autor Larry Kramer, ao lado de Pierre Baitelli, Gisele Fróes, Leonardo Netto, Marcio Vito e grande elenco. Também no mesmo ano dirigiu, colaborou e produziu o podcast infantil Até Onde Vai Sua Coragem inspirado na obra de Eva Furnari, em 4 episódios, indicado na categoria Melhor Podcast do Festival com.Kids 2022.
Produziu e protagonizou em 2022 a nova montagem para Ensina-me a Viver, tendo agora ao seu lado a grande atriz Nívea Maria, Susana Ribeiro, Luciano Bortoluzzi, Elisa Pinheiro, Fernanda de Freitas, Carol Dezani e grande elenco. Como diretor e produtor acompanhou a turnê de Ombela - A Origem das Chuvas pelo Circulação Teatral FUNARJ, FIT - Festival Internacional de Teatro em Rio Preto e Belo Horizonte.

## Carreira

### Na Televisão
| Ano  | Título                             | Personagem                           | Emissora     |
| ---- | ---------------------------------- | ------------------------------------ | ------------ |
| 2022 | B.A: O Futuro Está Morto           | Assessor do Presidente               | HBO          |
| 2019 | Colônia                            | Gilberto                             | Canal Brasil |
| 2018 | Malhação: Vidas Brasileiras        | Getúlio Melo                         | Rede Globo   |
| 2016 | A Lei do Amor                      | Sansão                               | Rede Globo   |
| 2014 | Geração Brasil                     | Devendra Ananda (Murphy)             | Rede Globo   |
| 2013 | Louco por Elas                     | Vitório                              | Rede Globo   |
| 2013 | Adorável Psicose                   | Felipe                               | Multishow    |
| 2012 | Do Amor                            | Rodrigo                              | Multishow    |
| 2010 | Nascemos para Cantar               | José Lima Sobrinho (Chitãozinho)     | RecordTV     |
| 2008 | Faça Sua História                  | Adolescente                          | Rede Globo   |
| 2008 | Uni Duni TV                        | Valdisnei Tavares                    | MultiRio     |
| 2007 | Amazônia, de Galvez a Chico Mendes | Alcides                              | Rede Globo   |
| 2005 | A Diarista                         | Enfermeiro (Eps: "Aquele do Raio-X") | Rede Globo   |
| 2005 | Tecendo o Saber                    | Ezequiel                             | Rede Globo   |
| 2004 | Da Cor do Pecado                   | César dos Santos (Cezinha)           | Rede Globo   |
| 2002 | Sabor da Paixão                    | Josefino (Zezinho)                   | Rede Globo   |
| 2002 | A Grande Família                   | Carteiro                             | Rede Globo   |
| 2001 | Malhação                           | Adalberto (Beto)                     | Rede Globo   |

### No Cinema
- 2023 - Ninguém Sai Vivo Daqui de André Ristum... Gilberto
- 2017 - Alguém Como Eu de Leonel Vieira... Fred
- 2018 - A Voz do Silêncio de André Ristum... Alex
- 2016 - Berenice Procura de Allan Fitterman... Legista
- 2015 - O Beijo no Asfalto de Murilo Benício... O Morto
- 2004 - Cazuza - O Tempo não Pára de Sandra Werneck e Walter Carvalho ... Dé Palmeira
- 2002 - Cidade de Deus de Fernando Meirelles ... Cocotas

### No teatro
- 2022 - Ensina-me a Viver (Nova momtagem).... Harold Chasen
- 2021 - O Coração Normal (The Normal Heart) de Larry Kramer.... Ned Weeks
- 2015 - Ensina-me a Viver de Colin Higgins.... Harold Chasen
- 2013 - Academia do Coração... Alex
- 2013 - O Jardim Secreto de Frances Hodgson Burnett ... Gregório (Colin Craven)
- 2008 - A Ver Estrelas de João Falcão ... Jonas
- 2007 até 2012 - Ensina-Me a Viver - Harold and Maude de Colin Higgins ... Harold Chasen
- 2006 e 2007 - Cauby! Cauby! de Flávio Marinho ... Alexandre
- 2002 - Laranja Mecânica - A Clockwork Orange de Anthony Burgess ... Capelão
- 2002 - Trainspotting de Irvine Welsh ... Tomy
- 2001 - Alice através do Espelho - Through the Looking-Glass and What Alice Found There de Lewis Carrol ... Lagarta
- 2001 - Marat-Sade de Peter Weiss ... Robespierre
- 2000 - Fausto Gastrônomo - Faust/Gastronome de Richard Schechner ... Anjo Bom
- 1999 - Um Homem Chamado Shakespeare de Bárbara Heliodora ... Romeu

## Prêmios
- Prêmio Arte Qualidade Brasil 2008 – Melhor Ator Teatral Drama por Ensina-Me a Viver.
- Prêmio APTR de Melhor Produção 2008 por Ensina-Me a Viver .
- Prêmio Botequim Cultural 2015 de Melhor Direção por As Aventuras do Menino Iogue.
- Prêmio Botequim Cultural 2015 de Melhor Adaptação por As Aventuras do Menino Iogue.
- Prêmio Arte Qualidade Brasil 2008 – Melhor Espetáculo Teatral Drama por Ensina-Me a Viver.